# Slaget om Vulkan- och Ryukyuöarna
Slaget om Vulkan- och Ryukyuöarna var en serie slag och sammandrabbningar mellan allierade styrkor och kejserliga japanska styrkor under stillahavskriget i andra världskriget mellan januari och juni 1945. 
Fälttåget utspelade sig på Vulkan- och Ryukyuöarna. De två huvudsakliga fältslagen under fälttåget var slaget om Iwo Jima (16 februari-26 mars 1945) och slaget om Okinawa (1 april-21 juni 1945). Ett stort sjöslag inträffade vid namn Operation Ten-Go (7 april 1945) efter det japanska namnet på operationen. 
Fälttåget var en del av de allierades fälttåg mot Japan som avsågs ha i syfte att tillhandahålla truppsamlingsplatser för en invasion av Japan och vara ett stöd för luftbombardemang och en sjöblockad av det japanska fastlandet. Fällandet av kärnvapen över två japanska städer fick dock den japanska regeringen att kapitulera utan att en väpnad invasion behövdes.